# Densità di corrente di scambio
In elettrochimica, la densità di corrente di scambio è la densità di corrente che corrisponde all'assenza di fenomeni elettrolitici e in condizioni di sovratensione nulla.
Tale parametro è utilizzato nell'equazione di Tafel e nell'equazione di Butler-Volmer. In particolare, l'equazione di Tafel descrive la dipendenza della corrente rispetto alla sovratensione per un processo elettrolitico.
Nel caso di una reazione redox scritta nel senso della riduzione, in condizioni di equilibrio il trasporto di carica elettrica avviene all'interfaccia tra elettrodo e soluzione elettrolitica in entrambe le direzioni, per cui la corrente catodica Ic è in queste condizioni bilanciata dalla corrente anodica Ia e il loro valore comune è pari (in valore assoluto) alla corrente di scambio I0:
I0 = Ia = -Ic
La densità di corrente di scambio j0 è data dal rapporto tra la corrente di scambio I e l'area della superficie dell'elettrodo A:
j0 = I0/A

## Densità di correnti di scambio per alcuni elettrodi
| Materiale elettrodico | Densità di corrente di scambio -log10(A/cm2) |
| --------------------- | -------------------------------------------- |
| Palladio              | 3,0                                          |
| Platino               | 3,1                                          |
| Rodio                 | 3,6                                          |
| Iridio                | 3,7                                          |
| Nichel                | 5,2                                          |
| Oro                   | 5,4                                          |
| Tungsteno             | 5,9                                          |
| Niobio                | 6,8                                          |
| Titanio               | 8,2                                          |
| Cadmio                | 10,8                                         |
| Manganese             | 10,9                                         |
| Piombo                | 12,0                                         |
| Mercurio              | 12,3                                         |